# Penthéréaz
Penthéréaz es una comuna suiza perteneciente al distrito de Gros-de-Vaud del cantón de Vaud.
En 2015 tiene 389 habitantes en un área de 5,68 km².
Se sitúa a medio camino entre Lausana e Yverdon-les-Bains.
Se menciona por primera vez en 1141 como Panterea. Históricamente estaba vinculada a Echallens.

## Demografía
Evolución demográfica de Penthéréaz entre 1850 y 2010: